# Luke McCann
Luke McCann (* 12. März 1998 in Glenageary) ist ein irischer Leichtathlet, der sich auf den Mittelstreckenlauf spezialisiert hat. Auch seine Schwester Jodie McCann ist als Leichtathletin aktiv.

## Sportliche Laufbahn
Erste internationale Erfahrungen sammelte Luke McCann im Jahr 2019, als er bei den U23-Europameisterschaften in Gävle in der ersten Runde im 1500-Meter-Lauf disqualifiziert wurde. 2021 schied er bei den Halleneuropameisterschaften in Toruń mit 3:41,25 min im Vorlauf aus und im Dezember belegte er bei den Crosslauf-Europameisterschaften in Dublin mit 18:06 min den vierten Platz mit der irischen Mixed-Staffel. Im Jahr darauf kam er bei den Hallenweltmeisterschaften in Belgrad mit 3:44,03 min nicht über die Vorrunde über 1500 Meter hinaus und auch bei den Europameisterschaften in München im August schied er mit 3:40,98 min in der Vorrunde aus. Im Dezember gelangte er bei den Crosslauf-Europameisterschaften in Turin mit 17:56 min auf Rang neun in der Mixed-Staffel. 2023 gelangte er bei den Halleneuropameisterschaften in Istanbul mit 3:44,55 min auf Rang zehn. Im August kam er dann bei den Weltmeisterschaften in Budapest mit 3:47,48 min nicht über den Vorlauf hinaus. Im Jahr darauf nahm er an den Olympischen Sommerspielen in Paris teil und schied dort mit 3:36,50 min in der Hoffnungsrunde aus.
2022 wurde McCann irischer Hallenmeister im 1500-Meter-Lauf.

## Persönliche Bestzeiten
- 800 Meter: 1:46,25 min, 22. August 2021 in Schifflange
- 1000 Meter: 2:16,40 min, 10. August 2022 in Monaco (irischer Rekord)
  - 1000 Meter (Halle): 2:17,40 min, 12. Februar 2022 in Louisville (irischer Rekord)
- 1500 Meter: 3:33,66 min, 2. Juni 2024 in Stockholm
  - 1500 Meter (Halle): 3:34,76 min, 25. Februar 2023 in Birmingham
- Meile: 3:53,82 min, 6. September 2023 in Pfungstadt
  - Meile (Halle): 3:53,55 min, 11. Februar 2023 in New York City